# Радионавигация
Радионавига́ция — область науки и техники, охватывающая вождение машин, кораблей, самолётов и ракет беспилотников и т.д., а также других движущихся объектов.
использование навигаторов   позволило увеличить точность прохождения маршрутов людьми и транспортом  прибытие  их в заданный район, а также значительно повысить безопасность хождения судов и полётов самолётов в сложных природных условиях. 
Соединение различных навигационных устройств в определенные сети  в принципе позволяет обеспечить выполнение всех основных задач навигации. Однако в целях улучшения  надежности и безопасности дорог по которым проходят объекты в сложных местах .Такие системы на практике используют совместно с не навигационными с которыми они образуют  комбинированные системы навигации.(сети )

## Виды радионавигационных систем
- Наземные радионавигационные системы
  - ОНЧ
    -  Omega
    -  RSDN-20 «Альфа»

  - НЧ
    -  Loran-C
    - Чайка
    -  Decca
    -  Consol
    -  Марс-75
    -  Брас
    -  РС-10

  - ВЧ
    - РЫМ
    - ГРАС

  - Метровые и дециметровые волны
    -  РСБН
    - VOR/DME
- Спутниковые радионавигационные системы
  - высокоорбитальные (высота орбиты порядка 35 тыс. км)
    -  Бэйдоу

  - среднеорбитальные (высота орбиты порядка 20 тыс. км)
    -  GPS (NAVSTAR)
    -  ГЛОНАСС
    -  «Галилео»

  - низкоорбитальные (высота орбиты порядка 1 тыс. км)
    -  Transit (NAVSAT)
    -  «Парус», «Цикада»

## Классификация
- по способу определения местоположения:
  - угломерные;
  - дальномерные;
  - разностно-дальномерные (гиперболические);
- комбинированные